# Вильреверсюр
Вильреверсю́р (фр. Villereversure) — коммуна во Франции, находится в регионе Рона-Альпы. Департамент коммуны — Эн. Входит в состав кантона Сейзерья. Округ коммуны — Бург-ан-Бресс.
Код коммуны — 01447.

## Население
Население коммуны на 2010 год составляло 1208 человек.
| 1962 | 1968 | 1975 | 1982 | 1990 | 1999 | 2010 |
| ---- | ---- | ---- | ---- | ---- | ---- | ---- |
| 886  | 949  | 933  | 1002 | 1003 | 1102 | 1208 |